# Disney Music Group
A Disney Music Group (DMG) é o braço de gravação e distribuição musical do Walt Disney Studios, uma divisão da Disney Entertainment, que é propriedade da The Walt Disney Company.

## História
Desde a fundação da The Walt Disney Company em 1923, a música tem sido fundamental para o sucesso da organização. Em 1933, Saul Bourne, da Bourne Co. Music, entrou em contato com o estúdio após assistir Three Little Pigs, interessado nos direitos autorais da música-tema, "Who's Afraid of the Big Bad Wolf?". Walt Disney e Bourne fecharam um acordo, e a empresa começou a licenciar as músicas de suas animações a Bourne Co. Music (com distribuição da gravadora RCA). A parceria redeu o lançamento da trilha sonora de Branca de Neve e os Sete Anões, que foi a primeira trilha sonora comercializada de um longa-metragem; O Walt Disney vendeu para Bourne os direitos de distribuição das músicas de Branca de Neve, antes mesmo de estarem finalizadas, pois precisava de dinheiro para concluir o filme. Além de Branca de Neve, Walt Disney também vendeu os direitos de distribuição das músicas de Pinóquio, Dumbo e Make Mine Music para Bourne.
A Walt Disney Music Company (WDMC), foi inaugurada em 1949; O primeiro lançamento foi a trilha sonora de Cinderela, que chegou as lojas em 1949, antes do lançamento do filme em 1950. O álbum atingiu o topo das paradas de vendas da revista Billboard. A administração quis expandir os negócios vendendo singles com músicas originais que não tinham ligação com as animações, já que elas demoravam muito para serem produzidas; Á partir de 1950, vários singles de sucesso foram lançados, incluindo "Mule Train" de Frankie Laine e "Would I Love You (Love You, Love You)" de Patti Page. Em 1951, um estúdio da WDMC foi inaugurado no centro de Nova York e um novo selo foi lançado, o Wonderland Music Company. Em 1955, a gravadora lançou a trilha sonora do programa, Mickey Mouse Club, que trazia canções cantadas pelo elenco durante o programa; e assim a Disney seguiu lançando de 1 a 2 discos por temporada. Em 4 de fevereiro de 1956, é inaugurada a Disneyland Records; Seu primeiro lançamento foi o álbum, A Child's Garden of Verses. Em 1959, foi fundada a Buena Vista Records, como uma submarca sem o nome "Disney"; o lançamento inaugural da gravadora foi "Annette", o álbum homônimo de Annette Funicello, estrela principal do Mickey Mouse Club.
Em 1986, é fundada a Touchstone Records, para o lançamento de trilhas sonoras da Touchstone Pictures. Em 1989, a DMG funda a Hollywood Records, após adquirir o catálogo da banda britânica Queen. No mesmo ano, fundou a Mammoth Records, voltada a artistas alternativos e coletâneas de grandes sucessos. Em 1997, foi fundado o selo Lyric Street Records, voltado a artistas de música country, com Rascal Flatts e Billy Ray Cyrus, sendo os primeiros contratados. Em 1998, houve uma reorganização nas empesas Disney, e eles reuniram quase todas as gravadoras da casa em uma única unidade, a "Buena Vista Music Group"; O grupo era composto pela Hollywood Records, Buena Vista Records, Lyric Street Records e a Mammoth Records; enquanto a Walt Disney Records e a Disney Music Publishing, foram transferidas para a "Disney Consumer Products". No mesmo ano, o selo Touchstone Records é incorporado à Hollywood Records. 
Em 2003, a Mammoth Records foi incorporada à Hollywood Records. Em 2006, a Buena Vista Music Group passa a produzir shows, com a "Buena Vista Concerts", começando com The Cheetah Girls: The Party's Just Begun Tour e High School Musical: The Concert. Em 2007, a Disney decidiu aposentar a marca Buena Vista do nome do grupo. Em 14 de abril de 2010, o Disney Music Group anunciou o fechamento da gravadora Lyric Street, e seus artistas foram transferidos para a Hollywood Records.
Em janeiro de 2017, a DMG adquiriu os direitos de distribuição de todo o catálogo musical de Star Wars da Sony Classical; os álbuns da trilha sonora foram lançados pela Walt Disney Records em formatos digitais no mesmo mês, e em formatos físicos em 4 de maio de 2018. A "Buena Vista Records" foi relançada como uma gravadora de música country em abril de 2017, em parceria com a Universal Music Group Nashville. O selo "RMI Recording", foi lançado em junho de 2017, para contratar talentos "digitais". Foi formada em parceria com os fundadores da DigiTour Media, que produz eventos ao vivo com artistas de mídia social.

## Distribuição
A Disney Music Group não possuí rede de distribuição própria, nem em seu mercado nativo, os EUA, nem internacionalmente. Ao longo dos anos a Disney manteve acordos de licenciamento com outras gravadoras, como a RCA, Warner Music Group, BMG, EMI e Sony Music. Em 2013, o Disney Music Group fechou um acordo de exclusividade com a Universal Music Group, no qual todos os direitos de distribuição e marketing de todos os selos da Disney Music Group (Walt Disney Records, Hollywood Records e outros) passam a ser da Universal no mundo todo. O contrato também permite que a Disney tenha acesso ao catalogo musical, produtores e compositores da Universal. Os artistas da Universal também podem usufruir de todos os meios de divulgação da Disney (como: ABC, Radio Disney, Disney+ etc.).
Em outras regiões, a distribuição era feita por gravadoras locais, como no Brasil, onde a Disney Music manteve acordos com a Sonopress, Som Livre e Abril Music, até o começo da década de 2000. A Seoul Records, agora Kakao M, distribuiu o catálogo da Disney na Coreia do Sul,.até o final da década de 1990; Posteriormente, a Disney fechou parceria com a SM Entertainment, que durou até 2013.

## Selos da Disney Music Group

### Selos Atuais
- Walt Disney Records
- Walt Disney Music Company
- Hollywood Records
- Disney Music Publishing
- RMI Recordings

### Selos Extintos
- Wonderland Music Company
- Disney Pearl
- Disneyland Records
- DMG Nashville[18]

## Gravadoras incorporadas a Hollywood Records
- Lyric Street Records
- Carolwood Records
- Mammoth Records
- Buena Vista Records
- Touchstone Records

## Cantores/Bandas
Lista de alguns Cantores/Bandas, que fazem (ou fizeram) parte dos selos e do catalogo da Disney Music Group: 
- Queen
- Demi Lovato
- Miley Cyrus
- Selena Gomez
- Hilary Duff
- Raven-Symoné
- Martina Stoessel
- Zendaya
- Sabrina Carpenter
- Bridgit Mendler
- Jonas Brothers
- Joe Jonas
- Nick Jonas
- Sofia Carson
- Mitchel Musso
- Jesse McCartney
- Aly & AJ
- Plain White T's
- Corbin Bleu
- Vanessa Hudgens
- The Cheetah Girls
- Lucy Hale
- Rascal Flatts
- Billy Ray Cyrus
- Annette Funicello

## Aquisição da VEVO
Mariam Sughayer, diretora executiva de comunicação da Disney Interactive Media Group anunciou na manhã do dia 20 de fevereiro de 2013 na página oficial da Walt Disney Company que a Disney Interactive e a Disney Music Group adquiriram parte da participação de mercado da VEVO. A Vevo Networks é uma divisão da Universal Music Group e da Sony Music Entertainment, e a partir de a gora a Disney Music Group é uma das proprietárias da rede Vevo.
Mariam Sughayer postou na página corporativa da Disney: "Estamos animados em compartilhar que hoje se anunciou oficialmente a entrada da Disney Music para a VEVO Networks, plataforma líder em entretenimento musical. Foram incluídos ao catálogo da VEVO mais de 50.000 vídeos musicais da Walt Disney Records e da Hollywood Records. Os vídeos estão disponíveis para PC, smartphones (inclusive o iPhone), tablets (inclusive tablets com iOS, Android ou Windows 8), Smart TV (inclusive Apple TV). Também estamos realizando uma parceria entre a VEVO e a Rádio Disney para produzir música focada no público on-line. Em breve haverá a cobertura de eventos exclusivos, estreias de vídeos e experiências de música ao vivo com artistas da Hollywood Records. Com a VEVO, estamos oferecendo ainda mais entretenimento onde quer que o público esteja. Este ano, fique atento, graças a parceria VEVO/Disney, a VEVO irá transmitir a cerimônia do Oscar ao vivo. Aguardem por novidades.". Esta notícia pode ser lida na página oficial da Walt Disney Company.